# Camponotus albicoxis
Camponotus albicoxis är en myrart som beskrevs av Auguste-Henri Forel 1899. Camponotus albicoxis ingår i släktet hästmyror, och familjen myror. Inga underarter finns listade.

## Bildgalleri

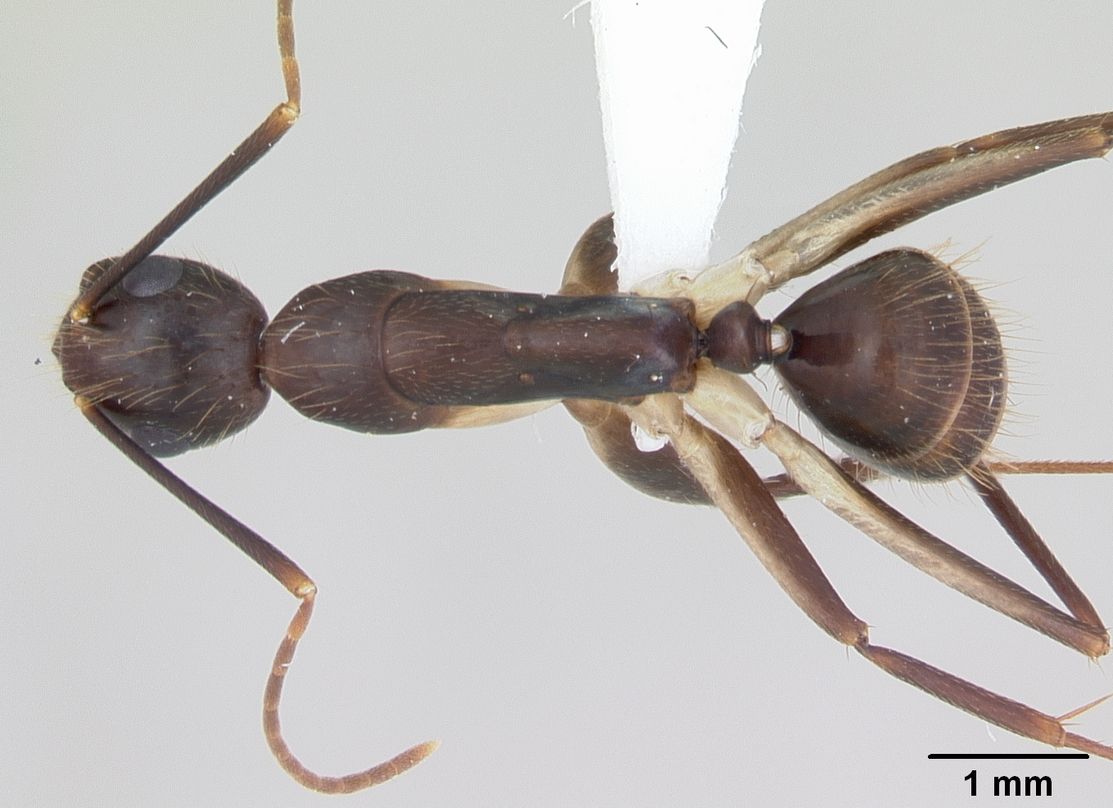
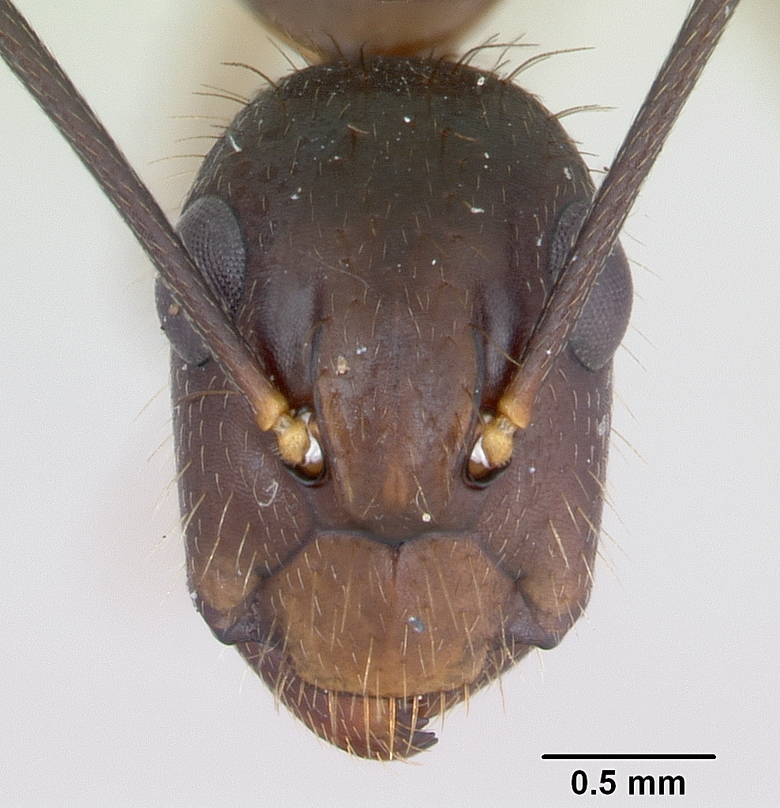
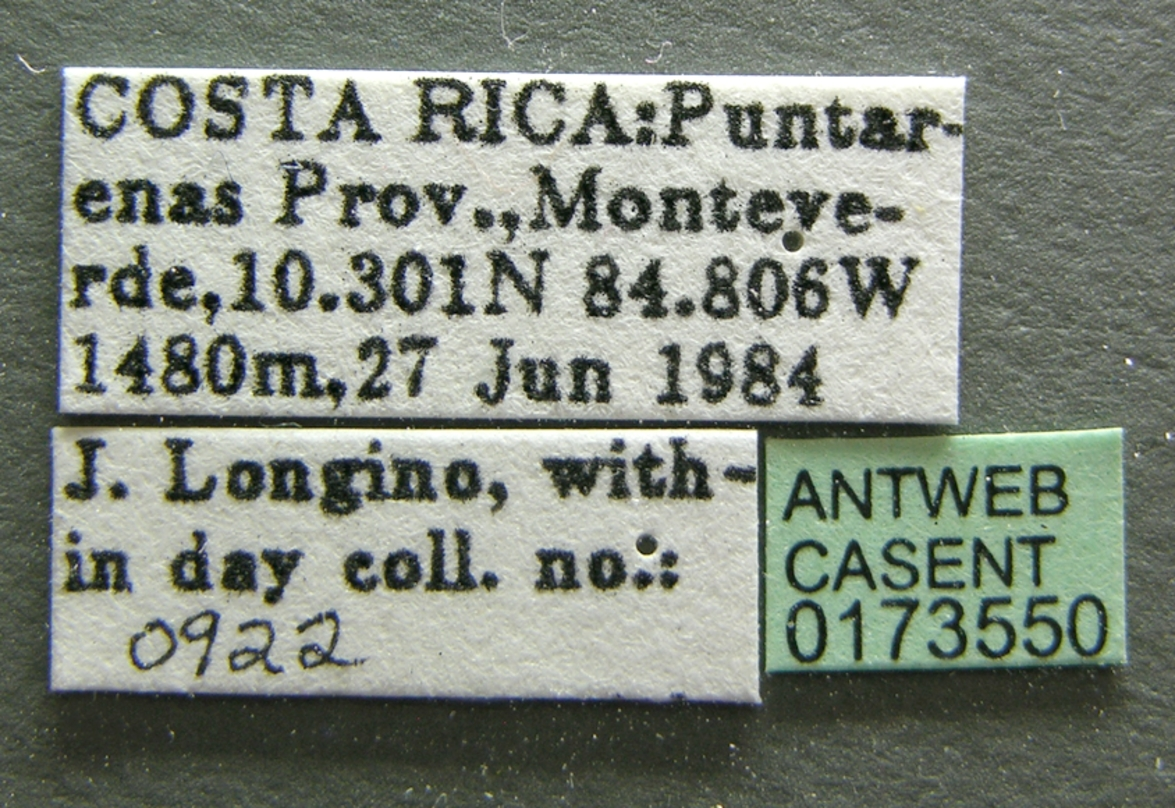
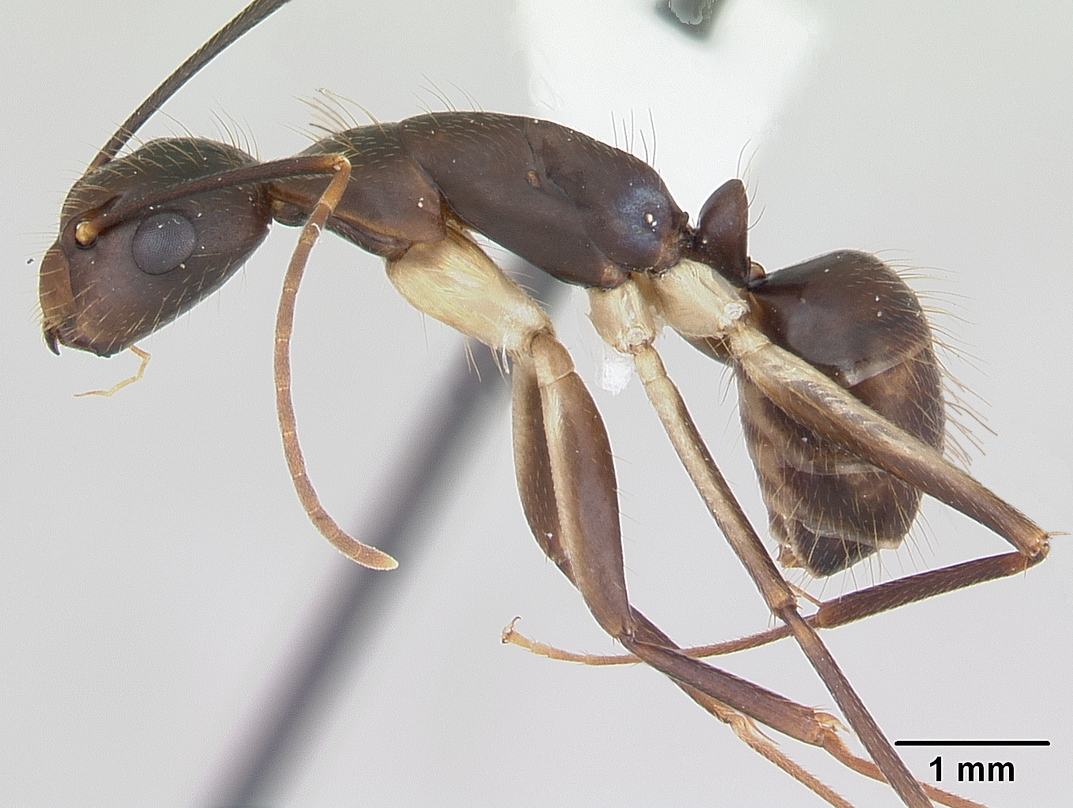
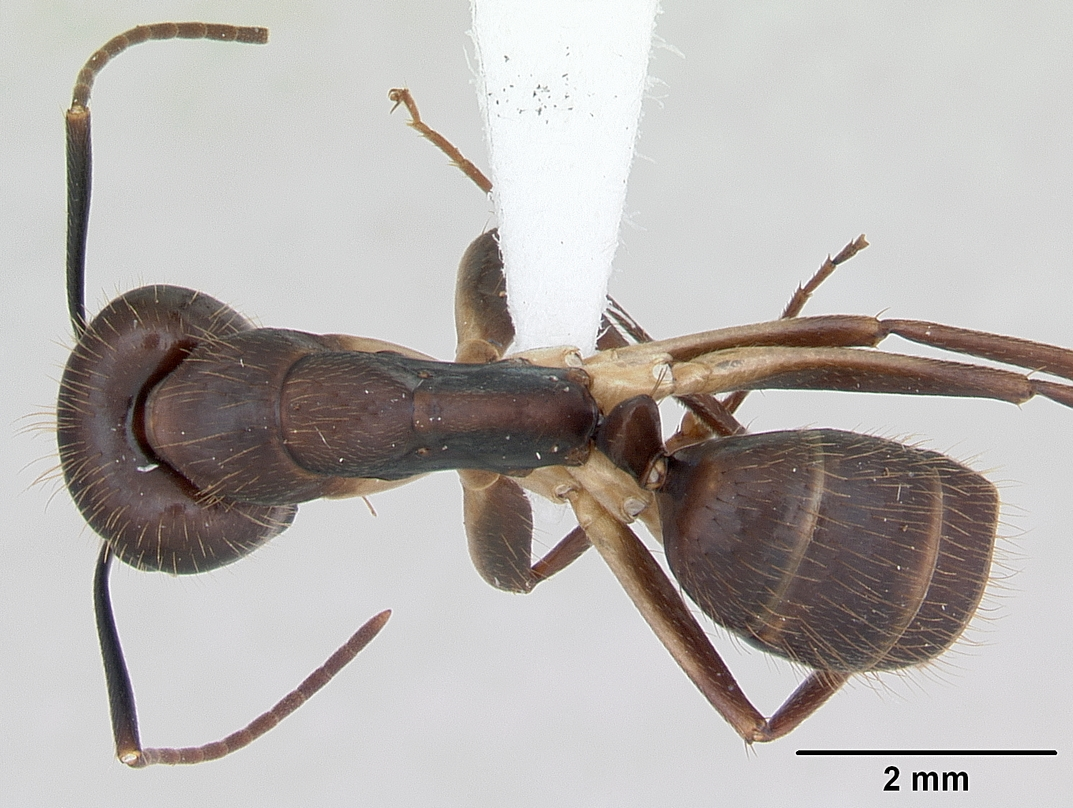
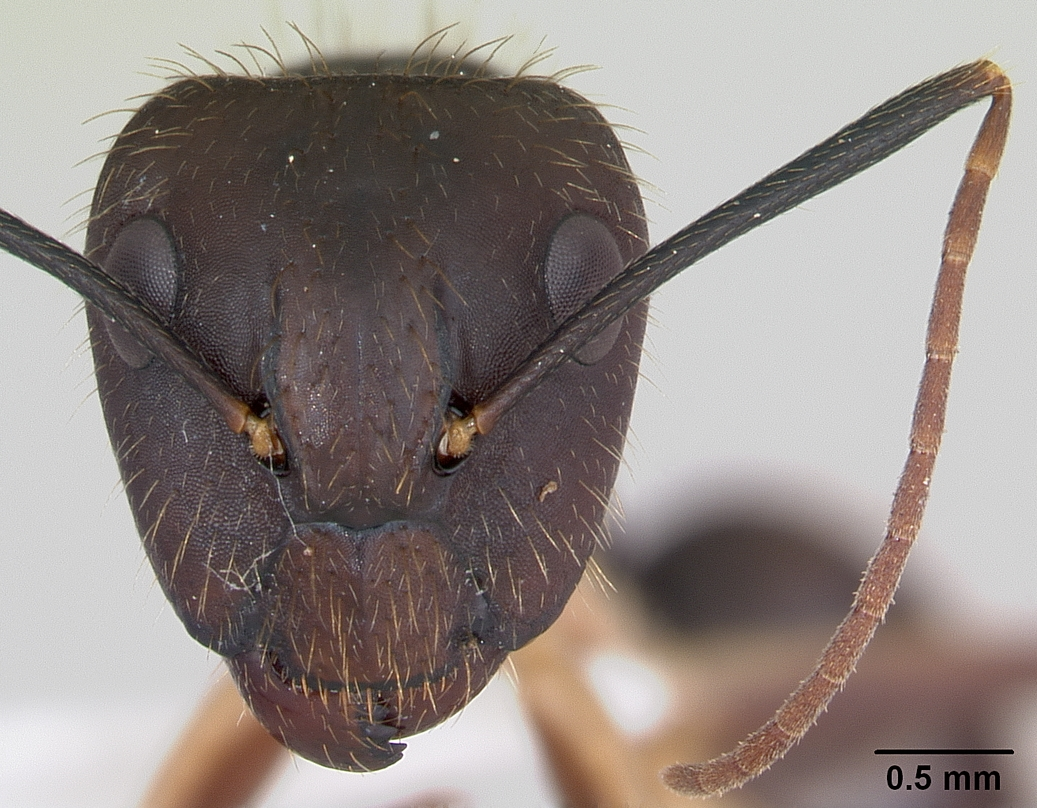